# Iaseniv, Brodî
Iaseniv (în ucraineană Ясенів) este localitatea de reședință a comunei Iaseniv din raionul Brodî, regiunea Liov, Ucraina.

## Demografie
Componența lingvistică a localității Iaseniv
     Ucraineană (99,76%)
     Alte limbi (0,16%)
Conform recensământului din 2001, majoritatea populației localității Iaseniv era vorbitoare de ucraineană (99,76%), existând în minoritate și vorbitori de alte limbi.